# 234年
| 千纪： | 1千纪                                                                                           |
| 世纪： | 2世纪 \| 3世纪 \| 4世纪                                                                         |
| 年代： | 200年代 \| 210年代 \| 220年代 \| 230年代 \| 240年代 \| 250年代 \| 260年代                       |
| 年份： | 229年 \| 230年 \| 231年 \| 232年 \| 233年 \| 234年 \| 235年 \| 236年 \| 237年 \| 238年 \| 239年 |
| 纪年： | 甲寅年（虎年）；曹魏青龙二年；蜀汉建兴十二年；东吴嘉禾三年                                      |

## 大事记
- 中国
  - 2月，蜀漢大臣諸葛亮進行第五次北伐，東吳亦響應。
  - 4月，諸葛亮到達郿縣，據武功五丈原，與魏大都督司馬懿對渭南對峙。司馬懿立即渡河，背水防守，雙方對峙100餘天，稱為五丈原之戰。
  - 5月，東吳北攻魏合肥新城。至7月因士兵多病、曹叡來救，又被滿寵大敗，遂撤退。稱為第四次合肥之戰。同年，吴将陆逊、诸葛瑾攻打襄阳，未果。
  - 10月8日——诸葛亮病逝軍中，撤退問題觸發楊儀、魏延爭權，最後魏延被殺。
  - 諸葛亮於北伐中逝世，東吳擔心魏國會乘機攻打蜀漢，於是在巴丘增兵一萬人用以救援蜀漢，若蜀漢覆亡便與魏國爭奪蜀漢故土，蜀漢知道東吳這個舉動，亦增加永安（今重慶市奉節縣）守軍。
  - 曹魏遣使高句麗和親，聯盟攻打遼東郡軍閥公孫度家族。
  - 諸葛恪自請到丹陽收服山越，以擴大兵源。吳大帝孫權任命他為撫越將軍、丹陽太守，發動吳平山越之戰。到三年後，果然如同諸葛恪初時所奏得甲士四萬。

## 各国领袖

### 亞洲
- 中國（三国）
  - 蜀漢皇帝：后主刘禅（223年－263年）
    - 蜀漢丞相：诸葛亮（221年－234年）

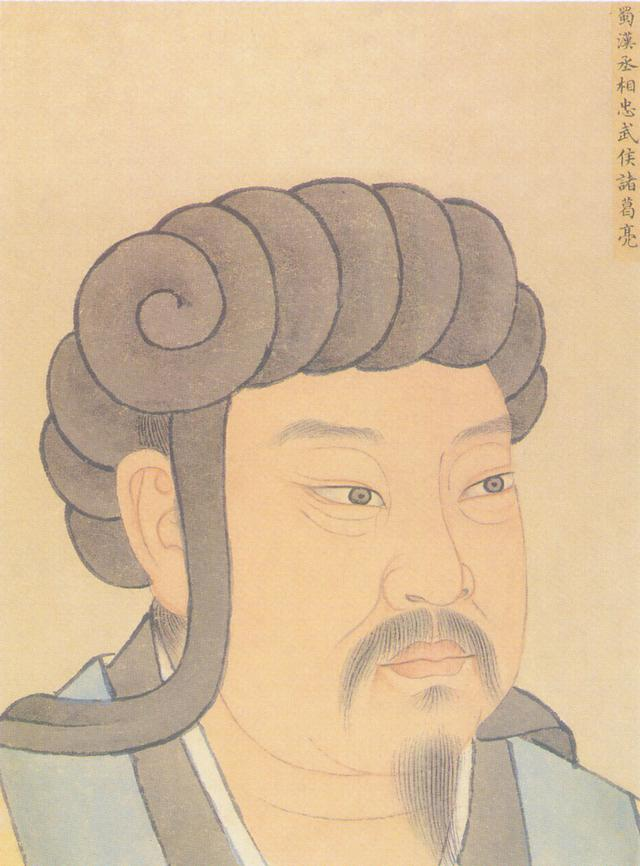
诸葛亮

  - 曹魏皇帝：魏明帝曹叡（226年－239年）
  - 孙吴皇帝：吴大帝孙权（222年－252年）
- 拓跋部 - 拓跋力微, 鲜卑大人（219年－277年）
- 小种鲜卑 - 轲比能, 鲜卑大人（190年－235年）[1]
- 日本- 神功皇后（攝政，200年－270年）
- 泰米尔哲罗王朝 - Yanaikat-sey Mantaran Cheral（201年－241年）
- 亚美尼亚- 梯里达底二世（英语：Tiridates II of Armenia）, 亚美尼亚王（217年－252年）
- 朝鲜半岛 (朝鲜三国)
  - 百济 -

  1. 仇首王，百济王 （214年－234年）
  2. 沙伴王，百济王 （234年）
  3. 古尔王，百济王 （234年－286年）

  - 伽耶 - 居登王, 伽耶君主（199年－259年）
  - 高句丽 - 东川王, 高句丽王（227年－248年）
  - 新罗 - 助贲尼師今, 新罗王（230年－247年）
- 伊比利亚 - 
  1. 瓦赫，伊比利亚国王（216年－234年）
  2. 巴库一世，伊比利亚国王（234年－249年）
- 贵霜帝国 - 迦腻色迦二世, 贵霜君主（226年－240年）
- 波斯萨珊王朝 – 阿尔达希尔一世, 波斯国王（224年－242年）

### 欧洲

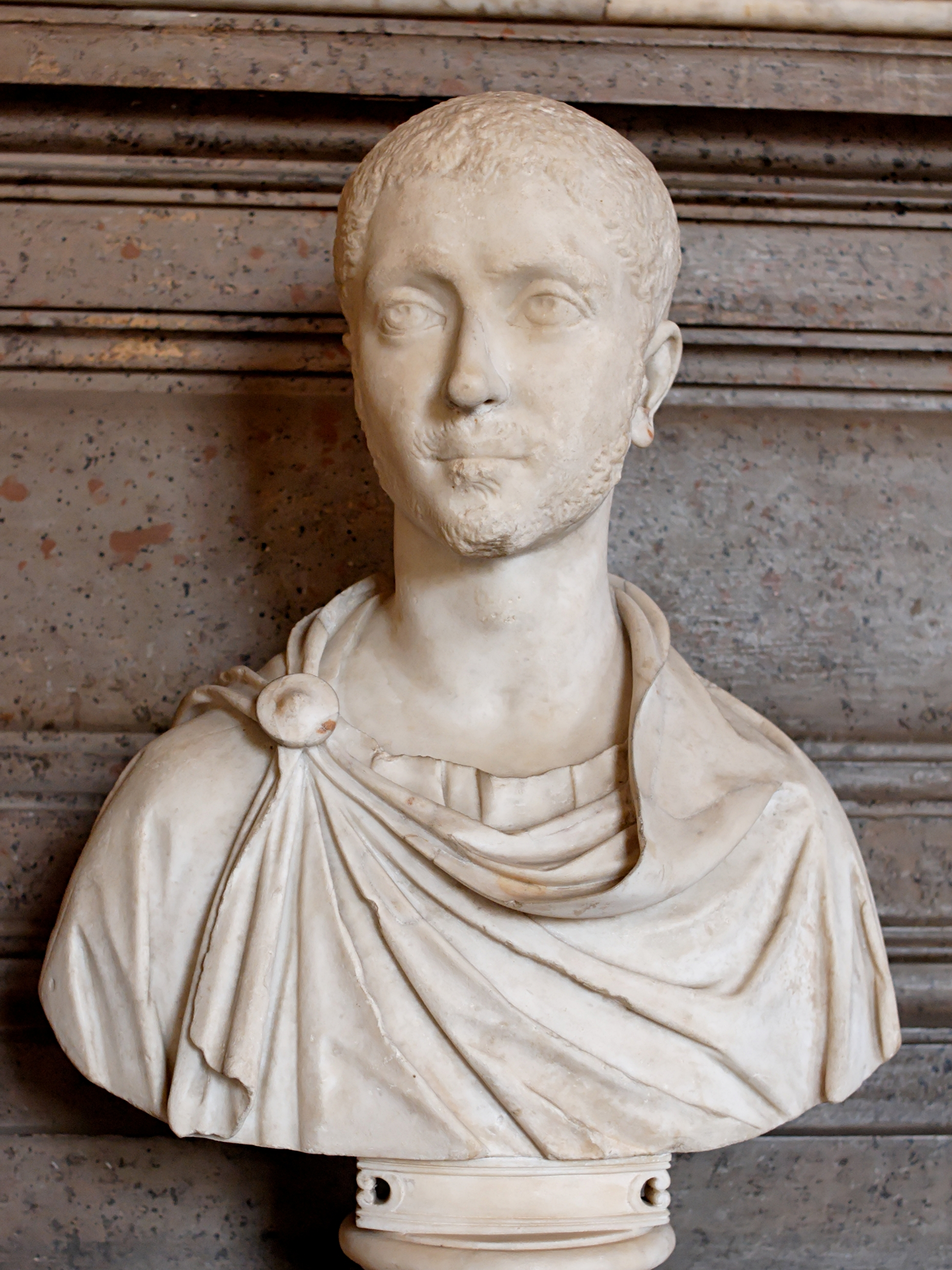
亚历山大·塞维鲁

- 罗马帝国（塞维鲁王朝）- 亚历山大·塞维鲁（222年－235年）

### 非洲
- 库施王朝 - 不知名国王，（225年－246年）

## 逝世
- 劉協，汉献帝，东汉最后一位皇帝（181年出生），53岁。
- 诸葛亮，蜀汉丞相（181年出生），53岁。
- 魏延，蜀汉重要将领。
- 潘璋，東吳重要將領。
- 孫奐，東吳宗室。
- 孫泰，東吳宗室，圍攻合肥新城時被滿寵的守軍射殺。
- 李嚴，蜀漢將領和重臣，與諸葛亮同為劉備臨終前的託孤大臣。
- 劉琰，蜀漢車騎將軍。
- 夏侯徽，夏侯尚之女，晉景懷皇后。
- 劉曄，三國時期曹魏的戰略家和政治家，漢光武帝的兒子阜陵王劉延的後代。
- 仇首王（？－234年 ，214年—234年在位），是百濟第六任國王，